# Stanislav Livečka
Plukovník Stanislav Livečka (5. září 1896 Lipník nad Bečvou – 7. září 1943 Věznice Plötzensee) byl československý legionář, důstojník a odbojář z období druhé světové války popravený nacisty.

## Život
Stanislav Livečka se narodil 5. září 1896 v Lipníku nad Bečvou do rodiny koláře Rudolfa Livečky. Po vypuknutí první světové války ještě v době studia na technické reálce narukoval do c. a k. armády a bojoval na ruské frontě, kde padl v červnu 1916 v hodnosti praporčíka do zajetí. Vstoupil do Československých legií, kam byl zařazen v srpnu 1918. Sloužil ve střeleckých plucích, do Československa se vrátil v roce 1919 v hodnosti nadporučíka.
Po návratu zůstal v Československé armádě a postupně se vypracoval do hodnosti plukovníka. Byl autorem vojenských učebnic. Po německé okupaci v březnu 1939 vstoupil do protinacistického odboje v řadách Obrany národa, kde zastával jednu z vedoucích funkcí. Za svou činnost byl v roce 1940 zatčen gestapem, odsouzen k smrti a 7. září 1943 popraven oběšením během tzv. krvavých nocí v berlínské věznici Plötzensee.

## Posmrtná ocenění
- Stanislavu Livečkovi byl in memoriam udělen Československý válečný kříž 1939
- Stanislavu Livečkovi byla v Lipníku nad Bečvou na čp. 68 odhalena pamětní deska (společně s por. MUDr. Kurtem Wolfem padlým u Sokolova[2])